# Сен-Люпісен
Сен-Люпісе́н (фр. Saint-Lupicin) — колишній муніципалітет у Франції, у регіоні Бургундія-Франш-Конте, департамент Жура. Населення — 2127 осіб (2011).
Муніципалітет був розташований на відстані близько 380 км на південний схід від Парижа, 100 км на південь від Безансона, 36 км на південний схід від Лонс-ле-Соньє.

## Історія
У 1956-2015 роках муніципалітет перебував у складі регіону Франш-Конте. Від 1 січня 2016 року належав до нового об'єднаного регіону Бургундія-Франш-Конте.
1 січня 2017 року Сен-Люпісен і Кюттюра було об'єднано в новий муніципалітет Кото-дю-Лізон.

## Демографія
Динаміка населення (INSEE ):
Розподіл населення за віком та статтю (2006):
| Стать | Всього | До 15 років | 15-24 | 25-44 | 45-64 | 65-85 | Понад 85 |
| --- | ------ | ----------- | ----- | ----- | ----- | ----- | -------- |
| Чоловіки | 1156   | 216         | 115   | 336   | 302   | 175   | 12       |
| Жінки | 1082   | 212         | 136   | 243   | 307   | 172   | 12       |
| \| Статево-вікова піраміда \| Статево-вікова піраміда \| Статево-вікова піраміда \| \| ----------------------- \| ----------------------- \| ----------------------- \| \| Чоловіки \| Вік \| Жінки \| \| 12 \| 85 + \| 12 \| \| 33 \| 80-84 \| 45 \| \| 16 \| 75-79 \| 33 \| \| 53 \| 70-74 \| 49 \| \| 73 \| 65-69 \| 45 \| \| 68 \| 60-64 \| 77 \| \| 81 \| 55-59 \| 65 \| \| 85 \| 50-54 \| 73 \| \| 68 \| 45-49 \| 92 \| \| 69 \| 40-44 \| 32 \| \| 91 \| 35-39 \| 68 \| \| 68 \| 30-34 \| 75 \| \| 108 \| 25-29 \| 68 \| \| 76 \| 20-24 \| 68 \| \| 39 \| 15-20 \| 68 \| \| 75 \| 10-14 \| 47 \| \| 59 \| 5-9 \| 67 \| \| 82 \| 0-4 \| 98 \| |        |             |       |       |       |       |          |
| Статево-вікова піраміда |        |             |       |       |       |       |          |
| Чоловіки | Вік    | Жінки       |       |       |       |       |          |
| 12 | 85 +   | 12          |       |       |       |       |          |
| 33 | 80-84  | 45          |       |       |       |       |          |
| 16 | 75-79  | 33          |       |       |       |       |          |
| 53 | 70-74  | 49          |       |       |       |       |          |
| 73 | 65-69  | 45          |       |       |       |       |          |
| 68 | 60-64  | 77          |       |       |       |       |          |
| 81 | 55-59  | 65          |       |       |       |       |          |
| 85 | 50-54  | 73          |       |       |       |       |          |
| 68 | 45-49  | 92          |       |       |       |       |          |
| 69 | 40-44  | 32          |       |       |       |       |          |
| 91 | 35-39  | 68          |       |       |       |       |          |
| 68 | 30-34  | 75          |       |       |       |       |          |
| 108 | 25-29  | 68          |       |       |       |       |          |
| 76 | 20-24  | 68          |       |       |       |       |          |
| 39 | 15-20  | 68          |       |       |       |       |          |
| 75 | 10-14  | 47          |       |       |       |       |          |
| 59 | 5-9    | 67          |       |       |       |       |          |
| 82 | 0-4    | 98          |       |       |       |       |          |

## Економіка
2010 року серед 1327 осіб працездатного віку (15—64 років) 935 були активними, 392 — неактивними (показник активності 70,5%, у 1999 році було 73,3%). З 935 активних мешканців працювало 805 осіб (426 чоловіків та 379 жінок), безробітними було 130 (72 чоловіки та 58 жінок). Серед 392 неактивних 89 осіб було учнями чи студентами, 152 — пенсіонерами, 151 була неактивною з інших причин.

У 2010 році в муніципалітеті числилось 870 оподаткованих домогосподарств, у яких проживали 2155,0 особи, медіана доходів виносила 18 351 євро на одного особоспоживача